# Trólebus do Rio de Janeiro
O Trólebus do Rio de Janeiro foi o maior sistema de transporte público por trólebus do Brasil (até sua extinção), com 297 quilômetros de extensão. Inaugurado em 3 de setembro de 1962, aproveitou-se da infraestrutura existente da rede de bondes da cidade do Rio de Janeiro que se encontrava em vias de extinção. Implantado de forma populista por Carlos Lacerda (que o promoveu como substituto do bonde), o sistema de trólebus enfrentou problemas de ordem econômica, jurídica, política e técnica até ser sumariamente desativado em abril de 1971. Seus veículos foram convertidos para tração diesel, porém o resultado foi insatisfatório e a frota acabou sucateada no final dos anos 1970.

## História
Na década de 1950 a rede de bondes do Rio de Janeiro encontrava-se próxima da extinção. Após grande discussão, a zona sul da cidade foi a primeira a ter suas linhas de bonde desativadas. Em meados da década de 1950 começaram a surgir os primeiros projetos de trólebus na cidade. 
A prefeitura do Distrito Federal, comandada por Negrão de Lima lançou em de agosto de 1956 um processo de licitação para a implantação de ônibus elétricos. Apresentaram-se para a licitação quatro consórcios:
| Consórcio                                                            | Proposta           |
| -------------------------------------------------------------------- | ------------------ |
| Cobrazil-Siemens-Villares                                            | Cr$ 670.642.839,00 |
| FIAT/Alfa Romeo General Electric Sul-Americana de Eletrificação S.A. | Cr$ 697.090.391,00 |
| Auto Motor Limitada-Lancia                                           | N/D                |
| Berliet do Brasil                                                    | N/D                |

Apesar da proposta do consórcio Cobrazil ter sido de menor valor, a prefeitura optou pela proposta do consórcio FIAT/Alfa Romeo. Isso gerou protestos dos demais concorrentes, que acusaram a FIAT de ser representada pelos vereadores Hugo Ramos Filho, Luís Gonzaga Prado Ferreira da Gama e pelo assessor do prefeito Márcio de Melo Franco Alves.
Com o atraso da assinatura do contrato, em maio de 1958 as empresas Villares e Grassi apresentaram a versão nacionalizada do trólebus estadunidense Marmom Herrington para as autoridades do Distrito Federal, incluindo o presidente Juscelino Kubistchek. O objetivo era convencer a opinião pública e a classe política de que a Villares era capaz de fornecer os trólebus com fabricação nacional.
As obras foram iniciadas em agosto de 1958 (mesmo sem a assinatura formal do contrato) com a implantação dos postes de sustentação da rede aérea. O prazo inicial para a conclusão dos trabalhos e inauguração do sistema era de dez meses.  Os trabalhos foram concentrados na Zona Sul por conta do término do contrato de concessão dos bondes naquela região findar em 1960. Assim o estado aproveitaria para desativar os bondes da Zona Sul e inaugurar os trólebus em seu lugar.
A confirmação do resultado em agosto de 1959, dando vitória para a FIAT, levou o consórcio Cobrazil a protestar na justiça contra o resultado. Apesar de ter contratado os advogados San Tiago Dantas (futuro ministro da Fazenda e Relações Públicas de João Goulart) e Márcio Elísio de Freitas, o consórcio Cobrazil perdeu a disputa e a FIAT assinou o contrato com a prefeitura (agora comandada por Sá Freire Alvim) prevendo o fornecimento de 200 trólebus, 8 subestações subterrâneas e demais equipamentos elétricos. A contratação de equipamento importado no lugar do similar nacional suscitou protestos de setores da sociedade, como parte da imprensa (de viés nacionalista) e da indústria (que se viu enfraquecida com a perda da maior encomenda do país até então).
O projeto previa que 277 mil passageiros fossem transportados por dia através de 16 linhas.   Uma das propostas era de que até os tradicionais bondes de santa Tereza fossem substituídos.  Para operar o trólebus, a prefeitura do Rio chegou a estudar uma concessão do serviço para a empreiteira Sul-Americana de Eletrificação S.A (ligada à FIAT), que até então era a responsável pelos serviços de eletrificação da rede. A prefeitura o Distrito Federal previa que a SADE deixaria de ser privada para adotar um modelo misto (público-privado). Em 1959 a prefeitura desistiu de usar a SADE para operar os trólebus e começou a estudar a criação de uma empresa municipal para geri-los (semelhante a CMTC de São Paulo).
A abertura de buracos nas calçadas para a implantação da fundação dos postes causou polêmica perante a população e a imprensa. Por conta de atrasos, a Zona Sul da cidade ficou com diversos buracos abertos aguardando fundação por várias semanas, provocando reclamações da população.

## Características do sistema

### Linhas
| Linha | Terminais                                    | Extensão (km) (ida e volta) |
| ----- | -------------------------------------------- | --------------------------- |
| E1    | Erasmo Braga - Rui Barbosa                   | 8,5                         |
| E2    | Erasmo Braga - Urca                          | 10                          |
| E3    | Erasmo Braga - Leme                          | 9,2                         |
| E4    | Erasmo Braga - Serzedelo Correia             | 9                           |
| E5    | Peixoto - Passeio Público                    | 7,2                         |
| E6    | Almirante Barroso - B. Peixoto               | 8,4                         |
| E7    | Erasmo Braga - Gal. Osório (via túnel novo)  | 12                          |
| E8    | Passeio Público - Largo dos Leões            | 13,2                        |
| E9    | Almirante Barroso - Ipanema                  | 12                          |
| E10   | Leblon - Passeio Público                     | 12,5                        |
| E11   | Gávea - Almirante Barroso                    | 12,5                        |
| E12   | Gal. Glicério - Passeio Público              | 4,2                         |
| E13   | Erasmo Braga - Cosme Velho                   | 6,2                         |
| E14   | Leme - Gal. Osório                           | 4,8                         |
| E15   | Passeio - Ipanema (via Lagoa)                | 17,7                        |
| E16   | Passeio - Ipanema (via Copacabana)           | 18                          |
| E17   | Erasmo Braga - Gal. Osório (via túnel velho) | 11,7                        |
| E18   | Cascadura - Taquara                          | 8,8                         |
| E19   | Cosme Velho - Leblon                         | 26,5                        |
| E20   | Méier - Penha (Vieira Fazenda)               | 26,6                        |
| E21   | Cascadura - Freguesia                        | 6,4                         |
| E22   | Vieira Fazenda - Madureira                   | 14,2                        |
| E23   | Méier - Madureira                            | 17,4                        |
|       | Total                                        | 277                         |

### Frota
| Nº     | Origem | Ano  | Fabricante                                                     | Desativação                   |
| ------ | ------ | ---- | -------------------------------------------------------------- | ----------------------------- |
| 01-199 | Itália | 1961 | General Electric (equip. elétricos) FIAT (chassi e carroceria) | 1971 (elétricos) 1979(diesel) |